# English Flora
English Flora (abreviado Engl. Fl.) es un libro con ilustraciones y descripciones botánicas que fue escrito por el botánico, pteridólogo, zoólogo e ilustrador inglés James Edward Smith y publicado en 4 volúmenes en los años 1824 - 1828.

## Publicación
- Volumen nº 1, 1 Jan-19 Mar 1824
- Volumen nº 2, 1 Jan-19 Mar 1824
- Volumen nº 3, Aug-Oct 1825
- Volumen nº 4, Mar 1828